# Epiktetos (Vasenmaler)

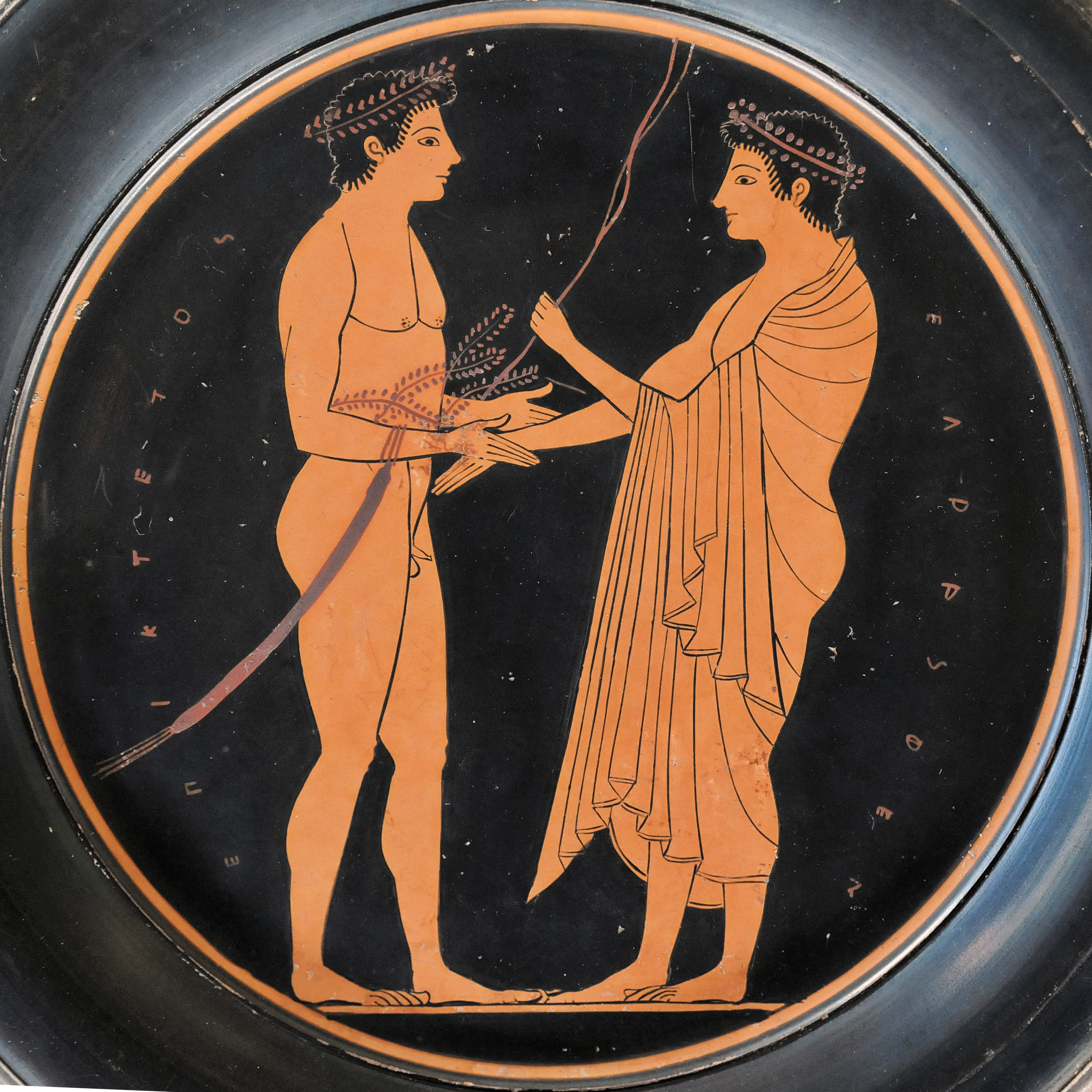
Palästra-Szene auf einem Teller, um 520/10 v. Chr.

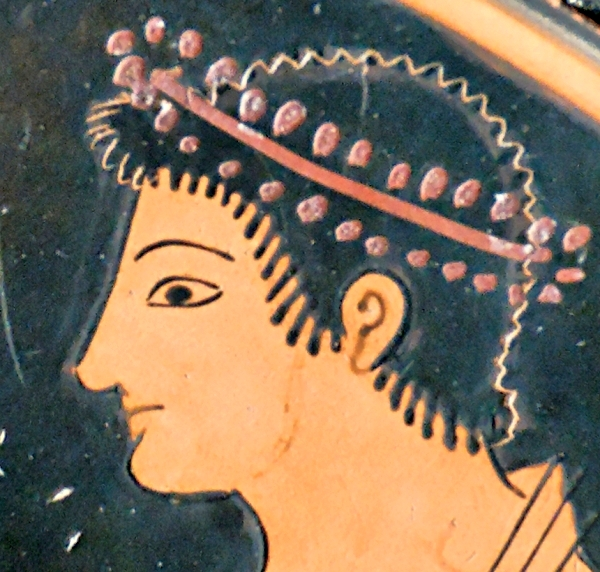
Detail eines Kopfes der Palästra-Szene

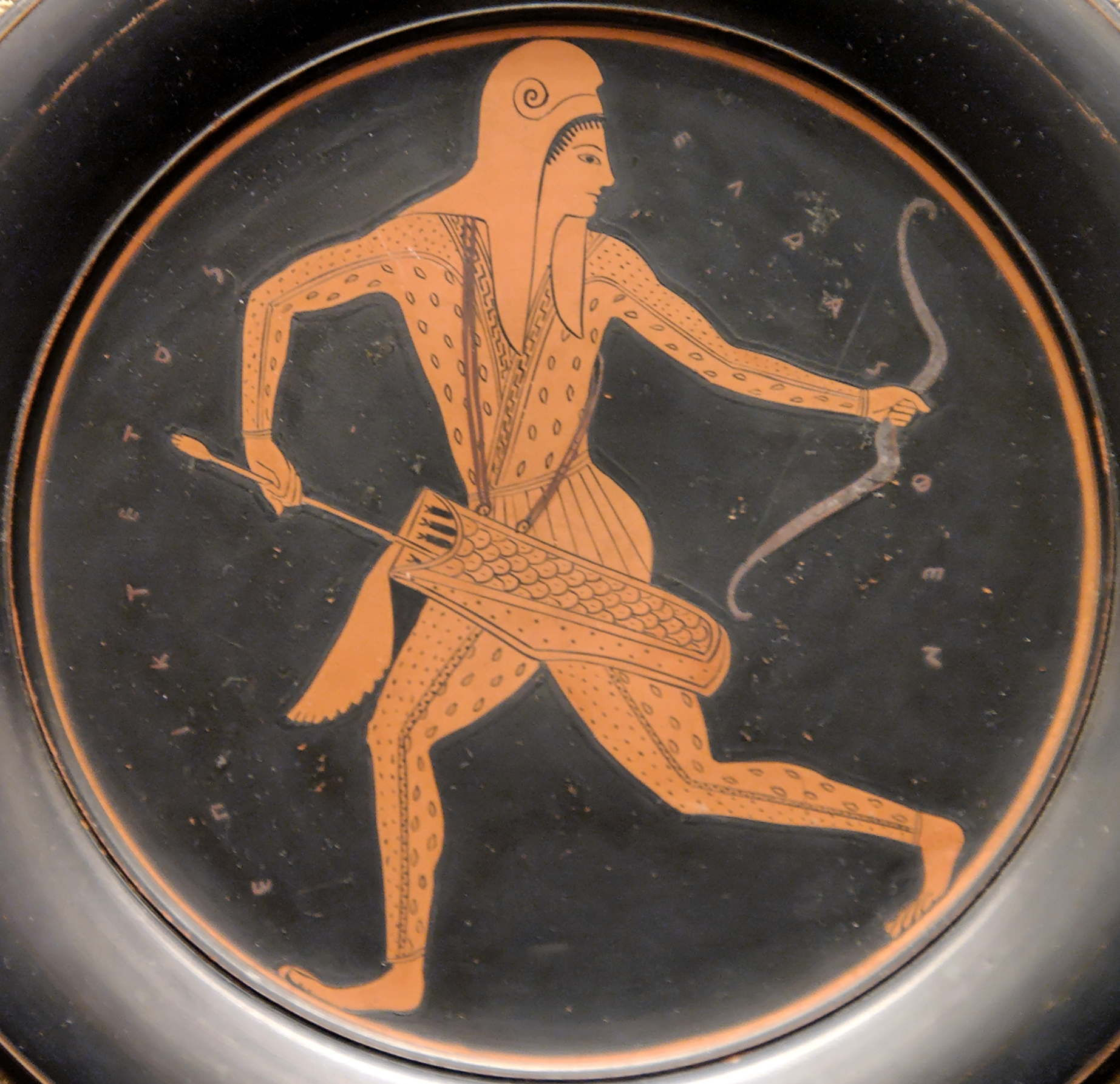
Skythischer Bogenschütze, beim Rennen nach hinten gewandt und einen Pfeil aus dem Köcher ziehend, Schale um 520/00 v. Chr.

Epiktetos (altgriechisch Ἐπίκτητος) war ein attischer Vasenmaler des frühen rotfigurigen Stils. Der neben Oltos bedeutendste rotfigurige Schalenmaler der Pionierzeit wirkte etwa zwischen 520 und 490 v. Chr.
Epiktetos bemalte zu Beginn seiner Laufbahn einen vom Töpfer Andokides gefertigten Kelchkrater, wandte sich danach aber kleineren Gefäßen wie Schalen und Tellern zu. Er arbeitete für verschiedene Töpfer, neben Andokides auch für Hischylos und die Nikosthenes-Pamphaios-Werkstatt. Einen Teller signierte er als Maler und Töpfer, somit war er wohl zeitweise beides. Dieser Teller war ein Weihgeschenk, das er auf der Akropolis darbrachte. Auf einer Schale arbeitete er mit dem Euergides-Maler zusammen. Er war sich seiner Kunstfertigkeit offenbar bewusst, fast die Hälfte der über 100 ihm zugeschriebenen Werke hat er signiert.
Seine ersten Werke waren bilingue Augenschalen. Hier war er technisch schon besser als etwa Oltos in seinen frühen Arbeiten und zeigte beispielsweise keine unzeitgemäßen roten Palmettenherzen. Zudem setzte er die Relieflinie ein. Epiktetos gilt als ein Meister der Kreisbilder (Tondi). So ist es nicht verwunderlich, dass er seine Schalen nicht selten nur im Inneren verzierte. Er war selbst bei miniaturistischen Arbeiten sehr genau. Farben und Ornamente setzte er sehr zurückhaltend ein. Zudem zeigte er eine große Ausgewogenheit bei der Linienführung und den Detailzeichnungen. Köpfe und Glieder zeigte er wohlproportioniert. Seine Figuren wirken in ihrer Plastizität sehr überzeugend. John D. Beazley lobt Epiktetos vollmundig: „Man kann nicht besser zeichnen, man kann nur anders zeichnen“. Auch John Boardman schließt sich dem Lob an und bezeichnet ihn als „größten Zeichner der frührotfigurigen Vasenmalerei“.
Seine Motive sind nicht zuletzt aus moderner Sichtweise interessant. Zwar zeigt er selten mythische Szenen, die zudem nicht besonders originell sind, doch sind seine Alltagsdarstellungen umso bedeutender. Er zeigt Bürger beim Spiel, beim Symposion und in erotischen Szenen, denen er einige neue Aspekte und Motive abgewinnen kann. Er leistete wichtige Arbeiten zur Ausarbeitung des Satyrs zu einer Figur, die die animalische Männlichkeit verkörpert. Seine Rundbilder zeigen nicht mehr die für den schwarzfigurigen Stil typischen „Knieläufer“, seine Figuren zeigt er kniend, hockend oder sitzend. Es gibt Schalen, auf denen die Haltung der dargestellten Figur nahezu identisch ist, doch die Handlung stark variiert. So wird eine gebückte und sich drehende Gestalt einmal als Minotauros gezeigt, ein zweites Mal als ein in einen Nachttopf masturbierender Mann, ein drittes Mal als ein sich mit einem Dildo selbst befriedigendes Mädchen.
Das Ende seiner Karriere ist schwierig fassbar. Eine seiner späteren Arbeiten befindet sich auf einer Schale des Töpfers Python – hier scheint er auch stilistisch von Pythons wichtigstem Maler Douris beeinflusst zu sein –, eine andere für Pistoxenos. Offenbar war Epiktetos’ Arbeit recht anerkannt, denn es findet sich auf einer Pelike des Kleophrades-Maler zweimal die Signatur Epiktetos egraphsen – Epiktetos hat es gemalt. Die Signatur wird heute als antike Fälschung angesehen, die also mit dem Namen des bekannten Malers Epiktet locken sollte.

## Belege
1. ↑  Zitate nach Boardman: Rotfigurige Vasen aus Athen. Die archaische Zeit, S. 67.

| Personendaten    | Personendaten           |
| ---------------- | ----------------------- |
| NAME             | Epiktetos               |
| KURZBESCHREIBUNG | griechischer Vasenmaler |
| GEBURTSDATUM     | 6. Jahrhundert v. Chr.  |
| STERBEDATUM      | 5. Jahrhundert v. Chr.  |